# American Jewish Committee
American Jewish Committee – amerykańska organizacja istniejąca w celu obrony praw Żydów poza USA. Nie należy jej mylić z Amerykańskim Kongresem Żydowskim. Została założona w 1906 roku na wieść o pogromach Żydów w Rosji. Działa także na rzecz intensyfikacji relacji między amerykańskimi wspólnotami żydowskimi a Izraelem. Główna siedziba znajduje się w Nowym Jorku.